# Hidden Singer Italia
Hidden Singer Italia è un programma televisivo italiano in onda dal 2017 su NOVE con la conduzione di Federico Russo, basato sull'omonimo format di origine sudcoreana e in seguito adattato ad una versione statunitense da NBC Universal Television.

## Meccanismo
Il programma vede come protagonista un cantante famoso della musica italiana e il pubblico composto da suoi fan. Nel corso di ogni puntata, il cantante racconta aneddoti sulla sua carriera tra esibizioni di sue canzoni, ricordi, interviste irriverenti e sorprese speciali ad ospiti e fan. Inoltre, durante la trasmissione si svolge, su quattro round a eliminazione progressiva, il gioco dell'Hidden Singer, che vede il cantante e cinque suoi imitatori, nascosti in sei cabine, esibirsi con un pezzo della sua discografia. Nei primi tre round, il pubblico tramite telecomando deve votare chi sia l'imitatore, mentre nell'ultimo round quale sia l'originale.

## Edizioni
| Edizione | Inizio           | Fine          | Conduzione     | Telespettatori | Share | Puntate |
| -------- | ---------------- | ------------- | -------------- | -------------- | ----- | ------- |
| 1ª       | 23 febbraio 2017 | 30 marzo 2017 | Federico Russo | 249.000        | 0,97% | 6       |

## Ascolti
| Puntata       | Messa in onda (NOVE) | Cantante       | Ospiti                                                           | Telespettatori | Share |
| ------------- | -------------------- | -------------- | ---------------------------------------------------------------- | -------------- | ----- |
| 1             | 23 febbraio 2017     | Gigi D'Alessio | Biagio Izzo, Rossella Brescia ed Adriano Pennino                 | 242.000        | 0,90% |
| 2             | 2 marzo 2017         | J-Ax           | Grido, Paolo Jannacci e Marco Travaglio                          | 327.000        | 1,20% |
| 3             | 9 marzo 2017         | Loredana Bertè | Syria, Rosita Celentano e Aida Cooper                            | 199.000        | 0,80% |
| 4             | 16 marzo 2017        | Gianna Nannini | David Zard                                                       | 263.000        | 1,00% |
| 5             | 23 marzo 2017        | Nek            | Martina Neviani, Luca Chiaravalli, Lorella Cuccarini e Luca Toni | 249.000        | 1,00% |
| 6             | 30 marzo 2017        | Arisa          | Loomy, Tricarico                                                 | 216.000        | 0,90% |
| Media auditel | Media auditel        | Media auditel  | Media auditel                                                    | 249.000        | 0,97% |

La prima puntata è stata trasmessa in simulcast sul canale free del gruppo Discovery Italia, Real Time.
| Puntata | Messa in onda (Real Time) | Cantante       | Telespettatori | Share |
| ------- | ------------------------- | -------------- | -------------- | ----- |
| 1       | 23 febbraio 2017          | Gigi D'Alessio | 300.000        | 1,10% |